# Dimo's Quest
Dimo's Quest is een videospel voor de Commodore Amiga. Het spel werd uitgebracht in 1993. 

## Platforms
| Jaar | Platform   |
| ---- | ---------- |
| 1993 | Amiga, DOS |
| 1994 | CD-i       |

## Ontvangst
| Beoordeeld door                      | Platform | Datum         | Score |
| ------------------------------------ | -------- | ------------- | ----- |
| ASM (Aktueller Software Markt)       | DOS      | februari 1994 | 83%   |
| Joystick (Frans)                     | CD-i     | oktober 1994  | 80%   |
| Video Games & Computer Entertainment | CD-i     | februari 1995 | 80%   |
| PC Player (Duitsland)                | DOS      | juli 1994     | 67%   |